# Sedef Adası
Sedef Adası (Grieks: Τερέβυνθος) is een van de negen Turkse Prinseneilanden, gelegen voor de kust van Istanbul, in de Zee van Marmara. Bestuurlijk gezien behoort het eiland tot het district Adalar in de provincie Istanbul. Sedef Adası is 700 meter lang en 500 meter breed. Het eiland bevindt zich in particuliere handen.
Burgazada · 
Büyükada ·
Heybeliada · 
Kaşıkadası · 
Kınalıada · 
Sedef Adası · 
Sivriada · 
Tavşanadası · 
Yassıada